# Новочелны-Сюрбеевское сельское поселение
Новочелны-Сюрбеевское се́льское поселе́ние — муниципальное образование в Комсомольском районе Чувашии Российской Федерации.
Административный центр — село Новочелны-Сюрбеево.

## История
Статус и границы сельского поселения установлены Законом Чувашской Республики от 24 ноября 2004 года № 37 «Об установлении границ муниципальных образований Чувашской Республики и наделении их статусом городского, сельского поселения, муниципального района и городского округа».

## Население
| 2010  | 2012  | 2013  | 2014  | 2015  | 2016  | 2017  |
| ----- | ----- | ----- | ----- | ----- | ----- | ----- |
| 1595  | →1595 | ↘1576 | ↘1563 | ↘1530 | ↘1490 | ↘1433 |
| 2018  | 2019  | 2020  | 2021  |       |       |       |
| ↘1408 | ↘1360 | ↘1330 | ↘1293 |       |       |       |

## Состав сельского поселения
| № | Населённый пункт    | Тип населённого пункта       | Население |
| - | ------------------- | ---------------------------- | --------- |
| 1 | Ивашкино            | деревня                      | ↗272      |
| 2 | Новочелны-Сюрбеево  | село, административный центр | ↗653      |
| 3 | Старочелны-Сюрбеево | село                         | ↗475      |
| 4 | Степные Шихазаны    | деревня                      | ↗306      |
| 5 | Татарское Ивашкино  | деревня                      | ↗80       |